# Schanzenbergbrücke
Die Schanzenbergbrücke ist eine Eisenbahnbrücke mit Fußgängersteg über die Saar und die Bundesautobahn 620 in Saarbrücken. Sie verbindet Malstatt und Burbach mit dem Deutschmühlental in Alt-Saarbrücken. Es handelt sich um eine stählerne Fachwerkbrücke mit drei Feldern, die 1950 erbaut und 1952 eingeweiht wurde.
Die Brücke befindet sich teils in der Baulast der Deutschen Bahn und der Stadt Saarbrücken. Überquert wird sie von 99 Zügen pro Tag. Genutzt wird sie von der Forbacher Bahn und der Rosseltalbahn.
Ihre Vorgängerbrücke, die Achterbrücke, bestand aus acht steinernen Segmentbögen. Sie wurde zwischen 1849 und 1852 errichtet und im Zweiten Weltkrieg gesprengt. Auch die Schanzenbergbrücke wird häufig noch Achterbrücke genannt.